# Автошлях E121
Європейський маршрут E121 — автомобільний європейський автомобільний маршрут категорії А, що з'єднує Росію, Казахстан і Туркменістан і з'єднує міста Самара та Туркменбаші.

## Маршрут
- Росія
  - А300 Самара
- Казахстан
  - E38 Атирау
  - E40 Уральськ — Бейнеу
- Туркменістан
  - E60 Туркменбаші